# Morti nel 1503
| Questa pagina contiene informazioni ricavate automaticamente dalle voci biografiche con l'ausilio del template Bio e di un bot. L'aggiornamento è periodico e automatico e ricostruisce completamente la pagina. Se manca una persona in questa lista, sei pregato di non aggiungerla, ma accertati piuttosto che la sua voce biografica contenga il template Bio e che i dati anagrafici siano correttamente compilati. Se il template Bio manca, inseriscilo tu stesso o, in alternativa, metti l'avviso {{tmp\|Bio}} che ne segnala la mancanza. Se i dati riportati sono sbagliati, correggi direttamente la voce biografica; le modifiche saranno visibili in questa lista entro pochi giorni. Per chiarimenti vedi il progetto biografie. La lista contiene solo le 74 persone che sono citate nell'enciclopedia e per le quali è stato implementato correttamente il template Bio. Pagina aggiornata al 18 giu 2025. |

## Gennaio(3)
- 1º gennaio - Oliverotto da Fermo, condottiero e nobile italiano (n. 1475)
- 18 gennaio - Francesco Orsini, nobile e condottiero italiano (n. 1455)
- 18 gennaio - Paolo Orsini, condottiero italiano (n. 1450)

## Febbraio(3)
- 11 febbraio - Elisabetta di York, regina britannica (n. 1466)
- 15 febbraio - Henry Deane, arcivescovo inglese
- 22 febbraio - Giovanni Battista Orsini, cardinale e vescovo cattolico italiano

## Marzo(2)
- 11 marzo - Giovanni Stewart, conte di Mar, principe scozzese (n. 1479)
- 14 marzo - Fryderyk Jagiellończyk, cardinale e arcivescovo cattolico polacco (n. 1468)

## Aprile(7)
- 7 aprile - Sofia Paleologa, nobildonna
- 8 aprile - Rinaldo d'Este, religioso e condottiero italiano (n. 1435)
- 11 aprile - Giovanni Michiel, cardinale italiano (n. 1446)
- 12 aprile - Marietta di Patrasso, greca
- 28 aprile - Louis d'Armagnac, generale francese (n. 1472)
- 29 aprile - Silvestro Calandra, italiano
- 30 aprile - Vicente Sodré, militare e esploratore portoghese

## Maggio(3)
- 15 maggio - Giovanni Caroli, teologo italiano (n. 1428)
- 20 maggio - Lorenzo il Popolano, banchiere, politico e ambasciatore italiano (n. 1463)
- 30 maggio - Barbara Gonzaga, nobile italiana (n. 1455)

## Giugno(2)
- 2 giugno - Chiara Gonzaga, nobile (n. 1464)
- 17 giugno - Giorgio Brigno, scultore italiano

## Luglio(5)
- 3 luglio - Pierre d'Aubusson, cardinale francese (n. 1423)
- 7 luglio - Alessandro Braccesi, umanista e diplomatico italiano (n. 1445)
- 7 luglio - Guglielmo IV di Brunswick-Lüneburg, duca (n. 1425)
- 24 luglio - Ludovica di Savoia (n. 1462)
- 31 luglio - Alessandro Carafa, arcivescovo cattolico italiano (n. 1430)

## Agosto(4)
- 1º agosto - Giovanni Borgia, cardinale e arcivescovo cattolico spagnolo (n. 1446)
- 12 agosto - Anna Jagellona, principessa polacca (n. 1476)
- 18 agosto - Papa Alessandro VI, papa, vescovo e cardinale spagnolo (n. 1431)
- 18 agosto - Gerolamo Pallavicini, vescovo cattolico italiano

## Settembre(4)
- 6 settembre - Felino Sandeo, giurista e vescovo cattolico italiano (n. 1444)
- 9 settembre - Filippo di Hochberg, nobile svizzero (n. 1453)
- 17 settembre - Giovanni Pontano, umanista e politico italiano (n. 1429)
- 30 settembre - Innico II d'Avalos, nobile e condottiero italiano (n. 1467)

## Ottobre(4)
- 3 ottobre - Anton Koberger, orafo e tipografo tedesco
- 10 ottobre - Pietro II di Borbone, conte (n. 1438)
- 13 ottobre - Maddalena Panattieri, religiosa italiana (n. 1443)
- 18 ottobre - Papa Pio III, papa, vescovo cattolico e cardinale italiano (n. 1439)

## Novembre(6)
- 10 novembre - Israhel van Meckenem, incisore e orafo tedesco
- 17 novembre - Bona di Savoia, duchessa (n. 1449)
- 20 novembre - Magnus II di Meclemburgo-Schwerin, duca (n. 1441)
- 23 novembre - Margherita di York, nobile inglese (n. 1446)
- 26 novembre - Filippo Galli, religioso e poeta italiano
- 27 novembre - Bernardino da Fossa, francescano e scrittore italiano (n. 1421)

## Dicembre(6)
- 1º dicembre - Giorgio di Baviera, duca (n. 1455)
- 1º dicembre - Roberto del Palatinato, vescovo cattolico e generale tedesco (n. 1481)
- 21 dicembre - Lorenzo Cybo de Mari, cardinale e arcivescovo cattolico italiano
- 28 dicembre - Piero il Fatuo, politico e militare italiano (n. 1472)
- 29 dicembre - Fabio Orsini, condottiero italiano (n. 1476)
- 30 dicembre - Carlo Bembo, nobile (n. 1472)

## Senza giorno specificato(25)
- Bartolomeo Averoldi, arcivescovo cattolico italiano
- Guido Brandolini, condottiero italiano (n. 1452)
- Andrea Bregno, scultore e architetto italiano
- Elisio Calenzio, umanista e poeta italiano (n. 1430)
- Jheronimus de Clibano, cantore e compositore fiammingo
- Antonio Corsetti, giurista e religioso italiano (n. 1450)
- Herman De Waghemakere, architetto fiammingo
- Girolamo di Giovanni di Camerino, pittore italiano
- Battista Guarino, educatore, umanista e filologo classico italiano (n. 1435)
- John Islay, Conte di Ross, nobile scozzese (n. 1434)
- Leonardo III Tocco, nobile
- Michele da Cuneo, navigatore italiano (n. 1448)
- Nigar Hatun, ottomana
- Giovanni Robobello, arcivescovo cattolico italiano
- Francesco di Savoia-Racconigi, marchese
- Peter Schöffer, tipografo tedesco
- Ermes Maria Sforza, nobile italiano (n. 1470)
- Sten Sture il Vecchio, sovrano (n. 1440)
- Tlilpotoncatzin, nobile azteco
- Giovanni Todeschino, miniatore italiano
- Leonardo Tola, condottiero italiano (n. 1449)
- Tuluva Narasa Nayaka, indiano
- Venanzio da Varano, condottiero e politico italiano (n. 1476)
- Borso da Correggio, politico e condottiero italiano
- Elisabetta di York, principessa inglese (n. 1444)